# Pećnik
Pećnik (szerbül: Пећник), település Bosznia-Hercegovinában, Vukosavlje községben, a Szerb Köztársaság északi régiójában.

## Fekvése
A település Bosznia-Hercegovina északi részén, Dobojtól légvonalban 31, közúton 49 km-re északkeletre, községközpontjától 3 km-re északnyugatra, a Szávamenti-síkságon és a Vučjak-hegység keleti lejtőin, a Boszna bal oldali mellékvizei, a Rijeka és a Jakešnica-patakok mentén, 100-350 méteres magasságban fekszik.

## Népessége
| Nemzetiségi csoport | Népesség 1991 | Népesség 2013 |
| ------------------- | ------------- | ------------- |
| Szerb               | 31            | 9             |
| Bosnyák             | 1             | 3             |
| Horvát              | 1530          | 155           |
| Jugoszláv           | 13            | 0             |
| Egyéb               | 12            | 3             |
| Összesen            | 1487          | 170           |

## Története
A Bosanska Posavina középkori időszakában számos erődítmény állt ezen a vidéken, Dobor, Dubica, Kobas, Gradacac, Srebrenik és mások mellett ezek egyike volt Pećnik is. A térség 1536-ban, Dobor várának elestével került török kézre. A dobori náhije a 16. század második felében központi közlekedési szerepet kapott, amikor számos délről érkező karaván haladt át itt észak felé Szlavóniába, majd tovább Magyarországra. Az utazás során a lehető legnagyobb biztonság megteremtése érdekében az utak mellett településeket hoztak létre. Főként pedig Dobor, Jakeš és Pećnik településeit erősítették meg. Az 1570-es összeírás gyakori rablásokról is említést tesz a vidéken. A gazdasági válság és a pénzhiány, valamint az Oszmán Birodalom hatalmas közigazgatási és katonai apparátusának fenntartására fordított jelentős költségek új, kiegészítő adók bevezetését tették szükségessé. Az adók beszedését gyakran különféle bűncselekmények és zsarolások követték, ami valójában a tömegek széles körű elégedetlenségét okozta. Ebben az anarchiában a boszniai szpáhik nagyfokú önkényessége uralkodott, ami nemcsak a szegény lakosság, hanem a központi kormányzatot el nem ismerő török nemesek körében is gyakori lázadásokat és zavargásokat okozott. A 18. században Bosanska Posavina területén a városok lakosságának többsége muszlim volt, míg a horvát lakosság többsége a környező vidéki településeken élt. Ezek egyike volt Pećnik is.
A pećniki római katolikus plébánia már 1742-ben létezett. Bogdanović püspök 1768-as vizitációja során a püspök meglátogatta az akkori podvucjaki (Pecnik) plébániát. A plébániának ekkor körülbelül 146 háza volt, 1135 lakossal. A faluban nem volt templom, így a püspöknek a helyi plébános házának tornácán kellett istentiszteleteket tartania. Története során azonban a plébánia működése egy időre megszűnt és a potočani plébánia káplánságaként működött. 1785-ben Bozić, a bródi határőrezred akkori parancsnoka ellátogatott Pećnikre is, ahol mindössze 20 keresztény házat talált. 1879-ben újraalapították Boldogságos Szűz Mária Mennybemenetele plébánia néven. Az 1884-es anyakönyvi könyv szerint az első plébános Jakov Božić volt. Az ő idejében kezdődött a Szent Alajos Gonzaga templom építése. Ekkor változtatták meg a plébánia védőszentjét és Szent Alajost választották a plébánia mennyei védőszentjének. A legenda szerint Gonzaga Szent Alajos ünnepén az egész környéket elverte a jég és mindent elpusztított. Ekkor a helyiek pedig fogadalmat tettek. 1886 óta, amikor elkezdődött az új templom építése, a plébánia védőszentjét június 21-én, Gonzaga Szent Alajos napján ünneplik. Ez alkalommal Pećnik szinte minden lakója a világ minden tájáról összegyűlik itt.
Bosznia-Hercegovina osztrák-magyar megszállását megelőzte az 1875-1878-as nagy bosznia-hercegovinai felkelés, amely a boszniai Posavina területét is érintette. Különösen fontosak voltak a felkelők Vucjak-hegy lábánál végrehajtott akciói, amely biztonságos menedéket jelentett a felkelők számára, valamint a török kormány ellen irányuló akcióik. A lakosság összetételének sokszínűségét figyelembe véve, amíg a szerbek tömegesen vettek részt benne, addig a horvátok, és még inkább a muszlimok, tartózkodtak. Csak az osztrák-magyar hatóságok rábeszélésére és azonnali katonai segítségnyújtásra csatlakozott a horvát milícia a felkelőkhöz. A Vucjakban rejtőző felkelők serege megijesztette a hivatalos török kormányt, és katonai erősítést küldött azzal a céllal, hogy elűzze a lázadókat. Ehelyett az ellenkező hatás jött létre - a boszniai Posavinában fellázadt horvátokhoz és szerbekhez egy nagy csoportnyi szlavóniai is csatlakozott, körülbelül 65 fő. Így már 1876 júniusában nagyon erős, több mint 600 fős volt felkelő sereg. Ezek az erők a Vučjakban közel ezer oszmán katonával csaptak össze. A reguláris török katonai erőknek sikerült legyőzniük a lázadókat, akiknek fő központjai Odzakban, Kotorskóban és Doborban voltak. A felkelést azonban csak megfékezték, és a Vucjak-hegy lábánál új települések csatlakoztak a felkeléshez. Így az 1876 augusztusában kitört újabb zavargásokban már Pećnik, Dugo Polje és Botajica falvak lakosait is megtaláljuk. A felkelőket egy részét meggyőzte az 1877. június 30-án a Vučjakon felolvasott kiáltvány, amely Bosznia-Hercegovina Szerbiával való egyesülését jósolta, a horvátok azonban tovább harcoltak és az osztrák-magyar haderőhöz, Filipović tábornokhoz fordultak segítségért. Ez elegendő ok volt az osztrák-magyar hatóságok számára, hogy beavatkozzanak a felkelésbe, és végrehajtsák Bosznia-Hercegovina megszállásának elképzelt politikáját.
A település 1878-ig tartozott az Oszmán Birodalomhoz. Ekkor a berlini kongresszus határozata alapján az Osztrák-Magyar Monarchia része lett. 1879-ben az első osztrák-magyar népszámlálás során a Derventi járáshoz és Odžak községhez tartozó településnek, 90 háztartása és 541 római katolikus lakosa volt. 1910-ben az Odžaki járáshoz tartozó településen 172 háztartást, 948 római katolikus és 26 ortodox lakost találtak. A monarchia szétesésével 1918-ban előbb a Szerb-Horvát-Szlovén Királyság, majd 1929-től a Jugoszláv Királyság része lett. Az 1929-es törvény értelmében, amikor Bosznia-Hercegovinát négy banovinára, Drinskára, Vrbaskára, Zetskára és Primorskára osztották, a település a Vrbaska banovina (Orbászi Bánság) része lett, amelynek székhelye Banja Luka volt. 1939-ben a közigazgatás átszervezésével a Hrvatska banovina (Horvát Bánság) része lett. 
A második világháborúban Jugoszlávia megszállása után a Független Horvát Állam (NDH) része lett. A második világháborúban 320-an haltak meg, többnyire férfiak és apák, ezért ezt a plébániát az özvegyek plébániájának is nevezik. Mivel az egész odžaki régióban sok özvegy maradt, felmerült egy emlékmű felállítása az „özvegy anya” tiszteletére az egész Odžak régió számára, de ez mindeddig nem valósult meg. A második világháború után 1992-ig a település a szocialista Jugoszlávia keretében a Bosznia-Hercegovinai Népköztársaság része volt. A boszniai háboró idején, 1992-ben a település horvát lakosságát elűzték a szerb erők. Visszatérésük csak 2000-ben kezdődött meg, de az eredeti lakosságnak csak kis hányada tért vissza. A háborúban a pećniki plébánia 19 híve halt meg. 2010-ben emlékművet állítottak a Pećnik plébánián elesettek tiszteletére. A boszniai háborút lezáró daytoni békeszerződés rendelkezése alapján az ország területét felosztották a Bosznia-hercegovinai Föderáció és a boszniai Szerb Köztársaság között. A békeszerződés utáni területmegosztási megállapodás értelmében a település a Boszniai Szerb Köztársasághoz került. 
Az utolsó, 1991-es hivatalos népszámlálás szerint Odžak községnek 30 056 lakosa volt, akik 14 településen éltek. A daytoni megállapodás aláírása után Odžak község legnagyobb része a Bosznia-Hercegovinai Föderáció részévé vált. A háború előtti Odžak község lakott települései közül azonban Gnionica, Jošavica és Srnava, valamint Odžak, Potočani és Vrbovac települések részei a Boszniai Szerb Köztársaság részévé váltak. Ugyancsak a községhez csatolták a korábban Modriča községhez tartozó Jakeš, Pećnik és Modrički Lug településeket. A daytoni megállapodás és az Odžakból történt szerb kivonulás után Jakeš egy részét Vukosavljére, a szerb hatóságok pedig Pećniket Vidikovacra, Modrički Lugot pedig Brezikre nevezték át. Az újonnan létrehozott község területét a háború előtt túlnyomórészt horvátok lakta, 43%-uk (3440) horvát, 35%-uk (2861) muszlim (a korábban Modriča részét képező falvakban), 16%-uk (1332) szerb, a lakosság többi részét pedig jugoszlávok és mások alkották.

## Oktatás
A község területén szervezett oktatás 1922-ben kezdődött, amikor 20 Jakeš és Pećnik településről származó diák kezdte meg tanulmányait. 1931-33 között egy nagyobb iskolát, egy tanári lakást és udvarán egy fedett kutat építettek. A második világháború után a négyéves általános iskola továbbra is működött. A tanulók számának növekedésével szükség volt az iskola bővítésére. Ezt a bővítést 1971-ben egy új iskola építésével érték el. A négyéves iskola 1975-ben nyolcéves iskolává bővült. Az általános iskolát 1980-ban ismét kibővítették további tantermek és – első alkalommal – egy tornaterem építésével. 

## Nevezetességei
Gonzaga Szent Alajos tiszteletére szentelt római katolikus plébániatemploma 1886-ban épült. A boszniai háboró idején a híveket kiűzték, a templomot és a templomépületeket pedig teljesen elpusztították és lerombolták. A plébániatemplomot és a plébániaházat 1998 és 2001 között építették újjá. A plébániához Pećnik, Botajica, Dobor, Gnionica és Jakeš települések tartoznak.